# Abyśmy byli jedno
Abyśmy byli jedno – popularna polska pieśń religijna. Autorem słów jest biskup Józef Zawitkowski, muzykę napisał ksiądz Wiesław Kądziela.